# Uransulfide
Uransulfide sind Verbindungen des Urans mit Schwefel. Das Uran-Schwefel-Phasendiagramm zeigt insgesamt fünf Verbindungen und sieben Phasen.

## Vorkommen
Uransulfide kommen in sehr geringer Menge als Beimischung von Sulfidmineralen wie Pyrit oder Galenit vor.

## Gewinnung und Darstellung
Uransulfide können direkt aus den Elementen oder durch Reaktion von Uran oder Uranhalogeniden mit Schwefelwasserstoff hergestellt werden.
{\displaystyle {\ce {U + x H2S -> US_{x}{}+ x H2}}}
Daneben sind eine Reihe weiterer Syntheseverfahren bekannt.

## Eigenschaften
Uransulfide sind allgemein Feststoffe mit hoher Dichte. Uranmonosulfid ist als massiver Körper (nicht als Pulver) durch Ausbildung eines Oxidfilms bei normalen Temperaturen recht oxidationsbeständig.
| Name             | Uranmonosulfid                | Uransesquisulfid       | Triuranpentasulfid              | Urandisulfid                                                    | Urantrisulfid                           |
| ---------------- | ----------------------------- | ---------------------- | ------------------------------- | --------------------------------------------------------------- | --------------------------------------- |
| Summenformel     | US                            | U2S3                   | U3S5                            | US2                                                             | US3                                     |
| Molare Masse     | 270,09 g·mol−1                | 572,25 g·mol−1         | 874,41 g·mol−1                  | 302,16 g·mol−1                                                  | 334,22 g·mol−1                          |
| CAS-Nummer       | 12039-11-1                    | 12138-13-5             | 12039-26-8                      | 12039-14-4                                                      | 12138-23-7                              |
| PubChem          |                               |                        |                                 | 131700999                                                       |                                         |
| Wikidata         | Q7899700                      | Q24630004              | Q124399479                      | Q7899676                                                        | Q124398051                              |
| Aggregatzustand  | fest                          | fest                   | fest                            | fest                                                            | fest                                    |
| Kurzbeschreibung | silber metallischer Feststoff | metallischer Feststoff | schwarzer Feststoff, Halbleiter | schwarze, metallisch glänzende Plätchen                         | schwarze, metallisch glänzende Plätchen |
| Schmelzpunkt     | 2462 °C                       | >2000 °C               |                                 | >1850 °C                                                        | >350 °C (Zersetzung)                    |
| Dichte           | 10,87 g·cm−3                  | 7,45 g·cm−3            | 6,75 g·cm−3                     | ~8 g·cm−3                                                       | 5,86 g·cm−3                             |
| Kristallstruktur | kubisch (NaCl)                | orthorhombisch (Sb2S3) | orthorhombisch                  | je nach Phase tetragonal, orthorhombisch (PbCl2) oder hexagonal | monoklin (USe3)                         |

## Verwendung
Von diesen Uransulfiden wurde nur das Uranmonosulfid als Kernbrennstoff in Betracht gezogen.